# Maisprach
Maisprach (schweizerdeutsch: Maischberg, [ˈmaɪʃbə̆ɾɡ]) ist eine politische Gemeinde im Bezirk Sissach des Kantons Basel-Landschaft in der Schweiz.

## Geographie

Historisches Luftbild aus 3000 m von Walter Mittelholzer von 1923

Maisprach liegt, in einer Talsohle eingebettet, am südlichen Abhang des Sonnenbergs und ist das nördlichste Dorf des Oberbaselbietes.

## Geschichte

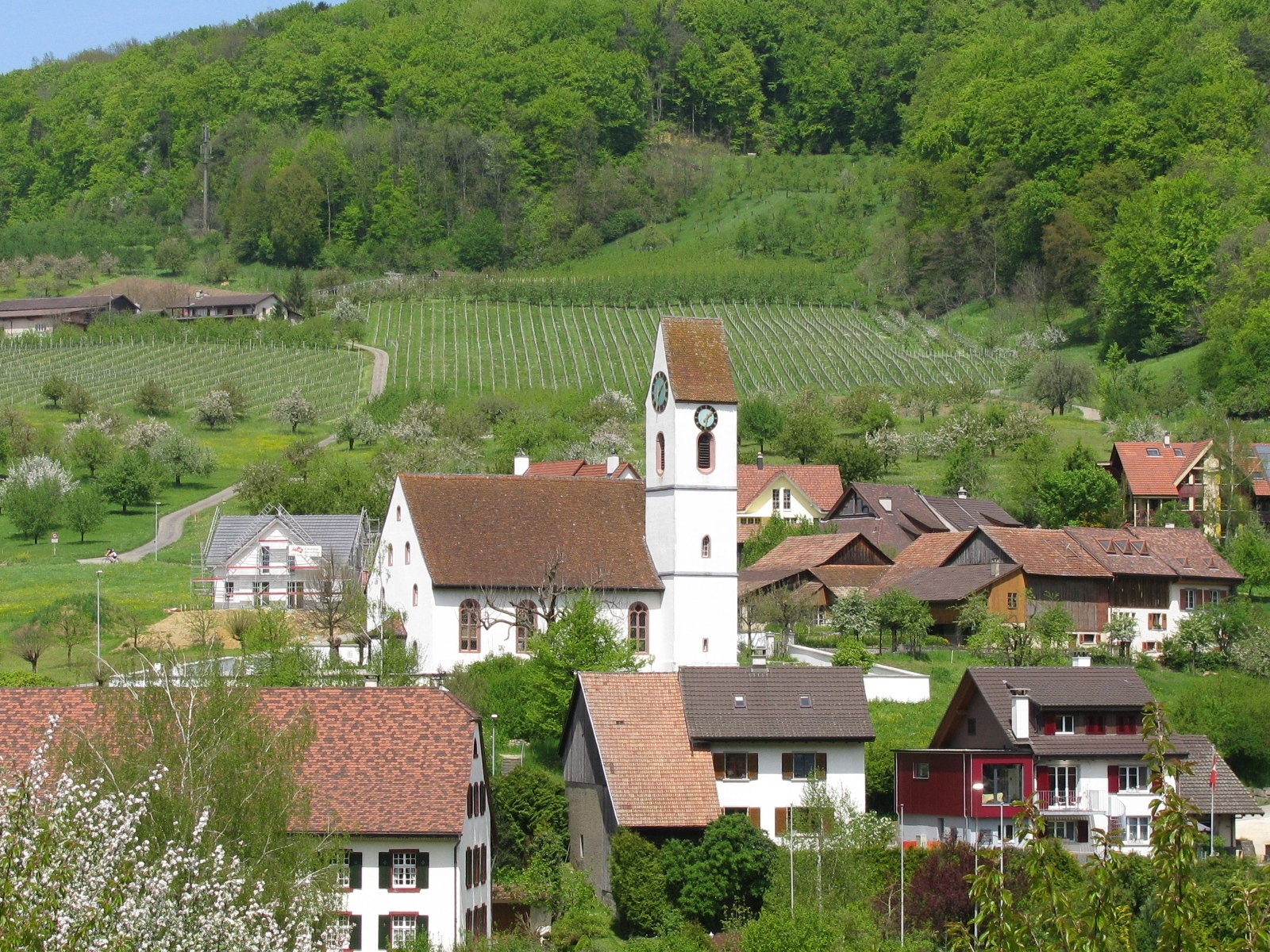
Kirche St. Maria

Die erste Erwähnung des Ortes Meisprache geht auf das Jahr 1180 zurück. 1247 hatte sich der Name zu Mesbrache weiterentwickelt. Der Ortsname könnte die keltoromanische Endung ‑acus enthalten. Eine andere Erklärungsmöglichkeit sieht darin einen althochdeutschen Flurnamen: Meginesbrâcha, das Brachfeld des Megin. Eine frühgeschichtliche Wehranlage befand sich auf dem Sunnenberg. Auf dem Hübel befand sich eine römische Villa aus dem 2. Jahrhundert, die sich bis in den heutigen Friedhof ausdehnte und im 3. Jahrhundert aufgegeben wurde.
In den Ruinen dieses Gutshofes wurden – wahrscheinlich in der zweiten Hälfte des 7. Jahrhunderts – Bestattungen vorgenommen. In diese Zeit gehört vermutlich auch die Errichtung eines Königshofes, der später in Urkunden mehrfach belegt ist. Zunächst war der Hof mit Hauptgebäude und Wirtschaftsbauten wohl nur durch einen Zaun umschlossen. Im 12. Jahrhundert war das Areal mit einer Mauer umgeben, an deren Südostecke ein Gebäude anschloss, mit einiger Sicherheit eine Toranlage. Die Reste des Hauptgebäudes liegen heute innerhalb der Friedhofsmauer gleich unterhalb der Kirche. Seit dem frühen 13. Jahrhundert sind die Ritter von Maisprach als Besitzer des Hofes und Ortsherren urkundlich greifbar. 
Im Mittelalter gab es neben dem Dorf zwei grosse Höfe. Einer gehörte bis 1360 dem Reich, der andere dem Basler Bischof. Das Dorf selbst befand sich zusammen mit dem Patronatsrecht 1322 im Besitz der Grafen von Thierstein und gehörte zur Herrschaft Farnsburg, die 1461 einschliesslich des Dorfes und der beiden Höfe durch Verkauf in den Besitz der Stadt Basel gelangte. Anfang des 16. Jahrhunderts ging auch das Patronatsrecht an der Kirche an Basel über.
1546 zerstörte ein Brand fast das ganze Dorf. Von besonderer Bedeutung ist der Weinbau (siehe Wappen). Funde belegen, dass hier bereits zur Römerzeit Weinbau betrieben wurde. 1328 wurde der Rebbau erstmals urkundlich erwähnt. Im 18. Jahrhundert begann die Seidenbandindustrie eine wichtige Rolle zu spielen. Im 19. Jahrhundert siedelte sich die Uhrensteinschleiferei an.

## Wappen
Seit 1944 hat Maisprach ein offizielles Wappen. Es ist durch einen senkrechten Strich in zwei Hälften geteilt. Die beiden Hälften zeigen je eine Weintraube. Auf der linken Seite ist sie rot auf silbernem Grund, rechts ist die Weintraube silbern auf rotem Grund. Das Wappen steht für die Bedeutung des Weinbaus in der Gemeinde.

## Sehenswürdigkeiten
- Pfarrkirche St. Maria: Vorgängerbauten vom 8. bis 10. Jh.; 1291 erstmals erwähnt; 1700 Schiff, 1711 Turm und Chor neu gebaut.
- Wohnhaus Möhlinstrasse 13, erbaut Mitte des 18. Jahrhunderts